# Pesca subacquea in apnea

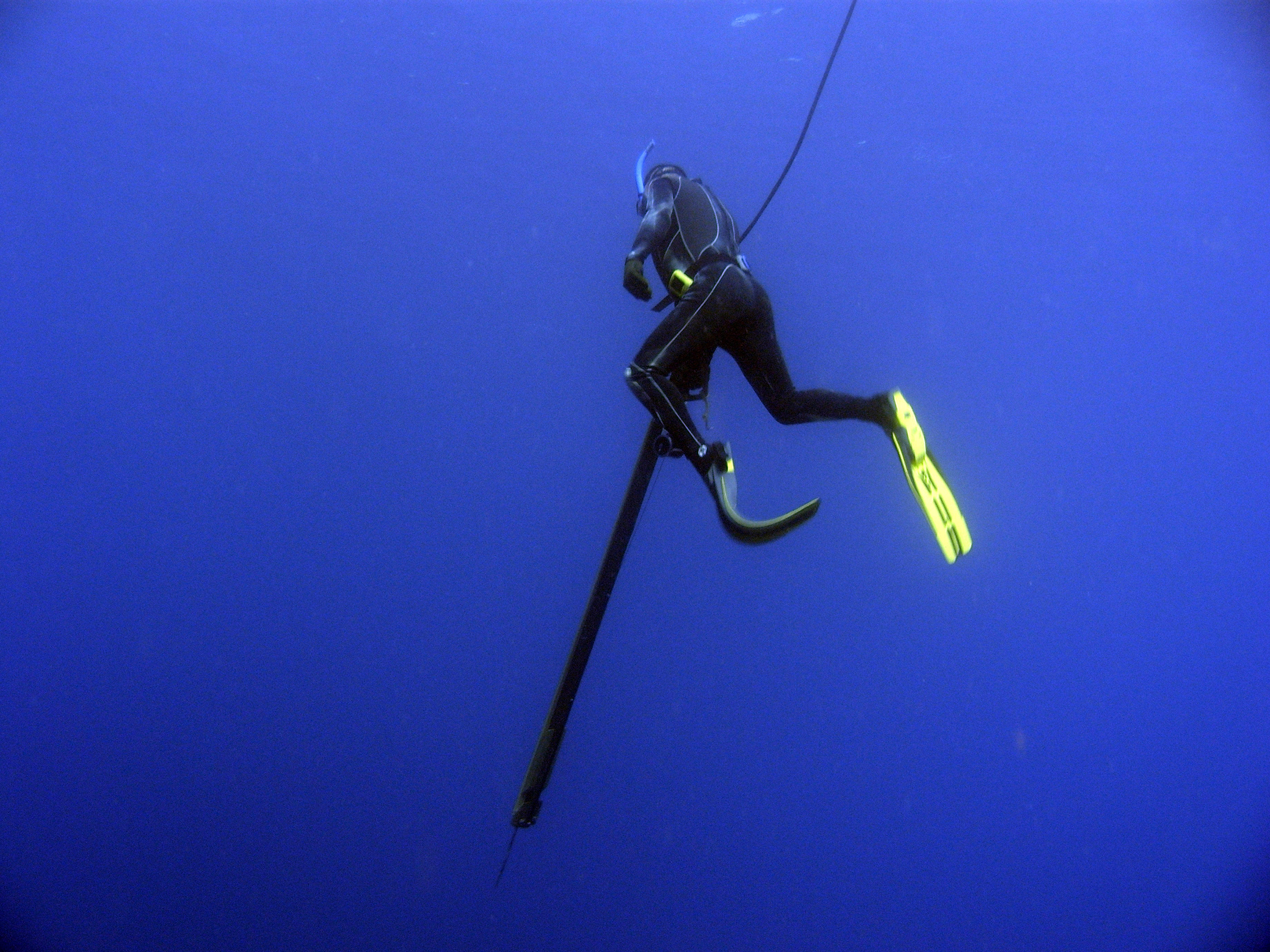
Pescatore subacqueo che pratica la pesca del tonno in Giappone.

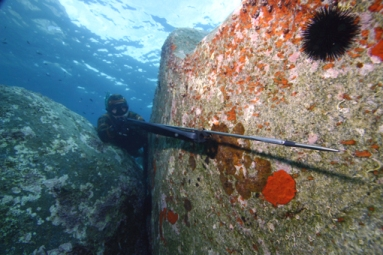
Pescatore in attesa.

La pesca subacquea in apnea, da non confondere con la  caccia subacquea, è un'attività di pesca praticata con la tecnica dell'immersione senza l'ausilio di attrezzature autonome di respirazione, quindi con il trattenimento del respiro (apnea), generalmente con uso di maschera subacquea, boccaglio, pinne e fucile subacqueo (arbalete o fucile oleopneumatico) o fiocina a mano o con elastico, e per la protezione dal freddo e dalle possibili abrasioni da contatto con rocce ecc, spesso con l'ausilio di muta e relativa zavorra per la compensazione d'assetto, è una delle varie attività di pesca sportiva ma è anche inquadrata e praticata per le attività di pesca subacquea professionale.

## Origini
La pesca subacquea in apnea è stata praticata dall'uomo inizialmente in forme primitive per procurarsi sia il cibo che per raccogliere specie essenziali per svolgere le sue attività, vedi conchiglie per colorare i tessuti, spugne per la pulizia e perle per scambi commerciali quindi per ottenere generi utili generalmente per la cosmesi o per il commercio. Fino agli anni quaranta è stata quasi sempre praticata a corpo libero senza e con strumenti, anche rudimentali, quali occhialini, coltello e/o lunghe aste, soprattutto dai pescatori di ostriche nell'Oceano Pacifico e di spugne nel Mediterraneo.
L'evoluzione nella sua forma moderna è avvenuta però soprattutto nell'ultimo secolo, grazie alle innovazioni nelle tecniche e nelle attrezzature subacquee. Verso gli anni cinquanta ha quindi avuto un costante e notevole sviluppo tanto che la FIPS, (poi FIPSAS) allora federazione di sola pesca sportiva dalla superficie, dette inizio ad una lunga serie di competizioni di pesca subacquea, e per forza di cose si occupò anche dello sviluppo delle attività subacquee in generale. 
Ad oggi viene ancora praticata prevalentemente per sport e attività ricreativa, ma anche come attività professionale, con il rilascio di licenze di pesca subacquea specifiche da parte delle regioni. Storicamente denominata "pesca subacquea", oggi il termine più in uso è pesca in apnea per sottolinearne il valore sportivo e la radicale differenza rispetto a quella effettuata in passato con l'ausilio di autorespiratori ed oggi vietata tranne che per i professionisti ma solo per corallo ed echinodermidi. La pesca subacquea in apnea viene anche praticata a livello professionale con la differenza di non avere limiti di cattura in peso e numero di specie.

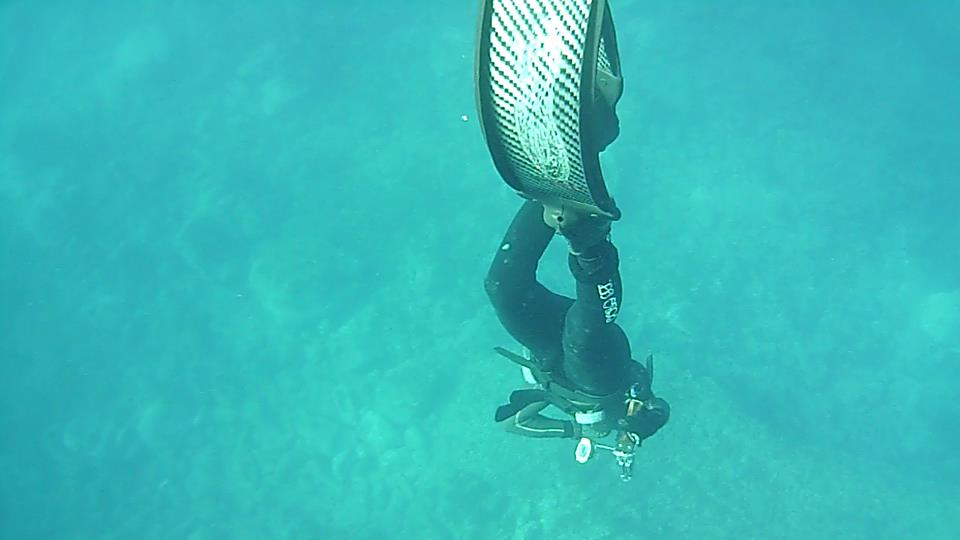
Freediving

## Caratteristiche
La pesca subacquea in apnea è riconosciuta dalla normativa nazionale e comunitaria al pari di altre forme di pesca sportiva di superficie. La sportività e la particolarità di tale disciplina è determinata dal fatto che l'immersione si svolge in apnea, cioè trattenendo il fiato per pochi minuti (massimo 2-3 per i migliori atleti), cercando la preda libera nel suo habitat naturale. 
Questa condizione richiede una buona forma fisica generale, uno stato di salute dell'apparato cardio-circolatorio ottimale e una preparazione atletica specifica. Sebbene l'azione di pesca possa essere macroscopicamente schematizzata in poche fasi: preparazione in superficie, discesa, appostamento (o avvicinamento, o ingresso in tana), tiro, risalita, la pesca in apnea è in realtà un'attività ad alto grado di complessità. Per ottenere risultati è necessario, oltre ad avere una buona apnea, possedere la capacità di gestirla. 
Il pescatore deve avere, allo stesso tempo, un particolare adattamento all'ambiente marino e una profonda conoscenza delle abitudini delle specie bersaglio che si acquisisce con l'esperienza di moltissime ore trascorse in acqua. Una caratteristica esclusiva di questa tecnica di pesca è la capacità selettiva di scegliere il tipo e le dimensioni delle prede. Una calzante definizione è Release and Catch dove il rilascio si esprime nella decisione a monte della cattura. 
Il release and catch sostituisce la pratica del catch and release propria della pesca con ami dalla superficie, il pesce viene "rilasciato" senza alcuna ferita, poiché il pescatore, in via preventiva, sceglie di non colpirlo, riservandosi esclusivamente la cattura del pesce che vorrà consumare. Si predilige la cattura, anche singola, di pesci di maggiori dimensioni e con un coefficiente di difficoltà più alto. I fondali adatti a questa pratica sono prevalentemente rocciosi, o di coralligeno di piattaforma comunemente identificato con il termine grotto, ma si ottengono lusinghieri risultati anche in zone meno ricche di anfratti o con prevalenza di posidonia. 
In genere una rottura della monotonia di un fondale come può essere una roccia solitaria, un relitto, una tubatura sono richiami irresistibili per molte specie. Le batimetriche più usuali sono comprese tra la superficie e i primi 15-20 metri. Ma un ristretto numero di atleti particolarmente dotati è in grado di pescare con continuità oltre i 30 metri e raggiungere profondità vicine a 40-50.

## Attrezzatura

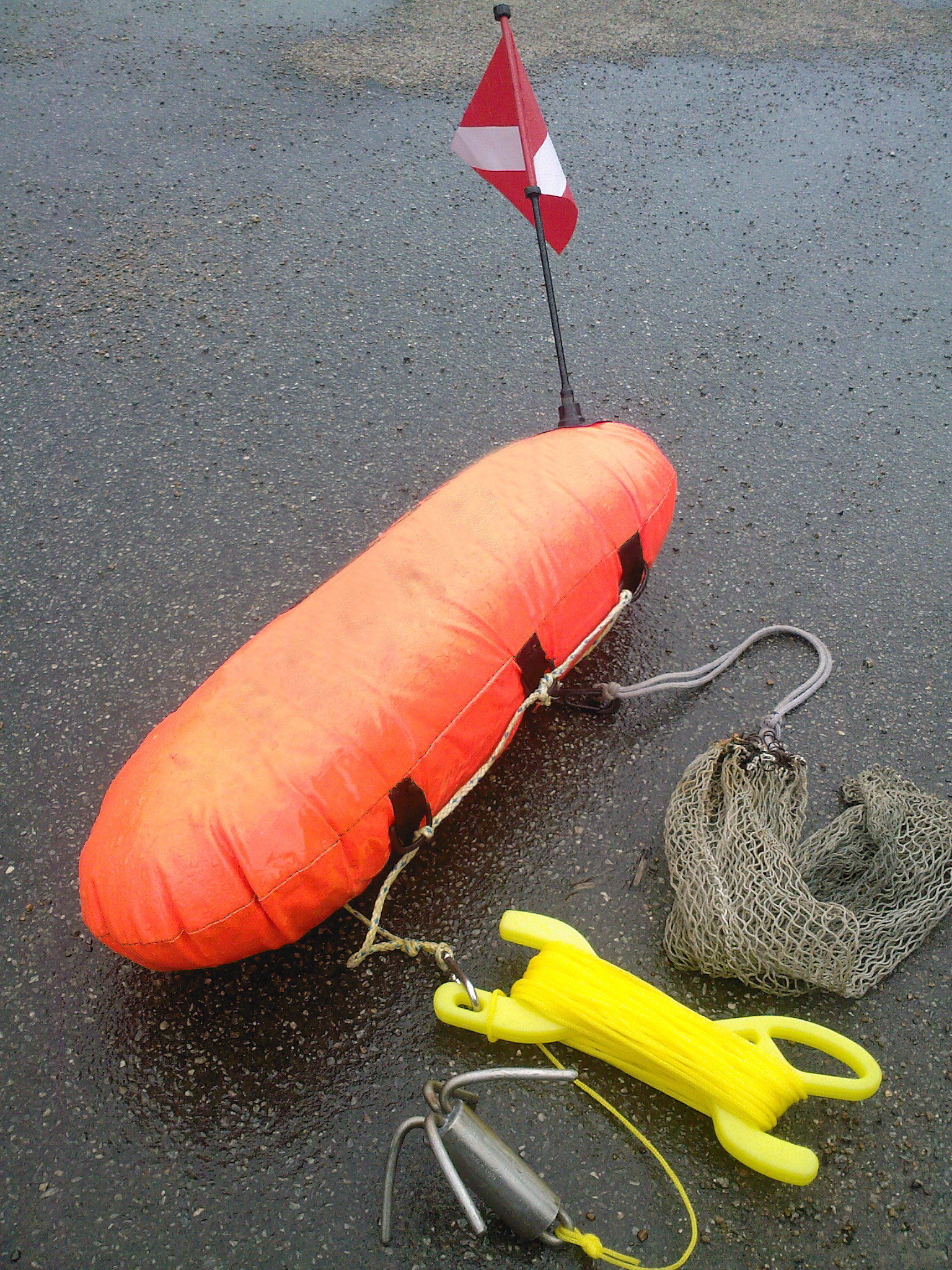
Boa segnasub con bandierina

L'attrezzatura è costituita da: fucile subacqueo, muta subacquea, pinne, maschera subacquea, zavorra, boa segnasub. I fucili subacquei, annoverati tra gli attrezzi consentiti per la pesca sportiva dall'art. 138 lett.e del D. P. R. 1639/68, possono essere ad aria compressa oppure a propulsione elastica (arbaléte) e consentono un unico tiro a distanze relativamente modeste, contenute nel migliore dei casi entro 3–4 m. 
È preferibile per lunghe permanenze in acqua l'utilizzo di una muta umida con particolari caratteristiche di coibentazione, aderenza ed elasticità. Le mute normalmente utilizzate hanno spessori compresi tra 3,5 e 7–8 mm. e sono da preferire senza cerniere e monofoderate, di colore scuro o mimetiche per meglio dissimulare la presenza del pescatore. Le pinne sono generalmente lunghe con pala in tecnopolimero o nelle versioni più moderne in composito (fibra di carbonio o fibra di vetro). La maschera deve garantire buona vestibilità, ottimo campo visivo e volume contenuto. 
Questa ultima caratteristica assume maggiore importanza nel caso di immersioni profonde nelle quali è necessario compensare l'aumento della pressione con l'immissione di piccole, preziose, quantità d'aria, per evitarne lo schiacciamento e l'effetto ventosa che ne deriva. Maschere di dimensioni estremamente contenute consentono di ridurre in modo significativo la quantità d'aria necessaria ma limitano la visuale e possono essere poco confortevoli da indossare. L'aeratore è un tubo, preferibilmente corto e largo, che permette la respirazione al subacqueo in superficie. 
La zavorra è costituita da una cintura che trattiene saponette di piombo, mediamente di 1 kg l'una, in quantità relativa alla profondità d'esercizio e allo spessore della muta. Per calcolare il peso della zavorra, esiste una regola semplice, la regola del 1 per 10, cioè 1 kg di piombo per ogni 10 kg che pesa il pescatore. Questo si applica per una muta da 7 mm di spessore e una profondità d'esercizio tra 8 e 10 metri. Per una muta da 5 mm di spessore, il rapporto è di 700/800 gr per ogni 10 kg. Più si pesca profondo meno peso serve. La boa segnasub è un galleggiante, gonfiabile o rigido, recante una bandiera rossa con striscia diagonale bianca, segnale di uomo immerso. 
È forse l'accessorio più essenziale di un corredo per la pesca in apnea, oltre che obbligatorio a norma di legge. Possibilmente di dimensioni generose che ne permettano l'avvistamento da grande distanza. Il pescatore deve operare in un raggio di 50 m dalla verticale della boa e le imbarcazioni possono transitare a non meno di 100 m dalla stessa per evidenti ragioni di sicurezza.

## Impatto biologico
Il gravoso impegno fisico necessario per catturare le prede che ne limita il numero di praticanti, il fatto che la caccia in apnea sia condotta in ambiente ostile per l'uomo, l'affermarsi di tecniche di pesca all'aspetto e all'agguato che premiano la difficoltà della cattura singola o di esemplari di dimensioni in genere superiori alle prede di molti tipi di pesca di superficie, rendono la pesca in apnea una forma di pesca meno aggressiva. 
Nella piramide delle responsabilità del prelievo ittico alla pesca professionale è attribuito il 93%, a quella di superficie il 6,3%, e alla pesca in apnea lo 0,3%. La caratteristica capacità di selezionare le prede ne fa un sistema di pesca, se praticato in termini di legge, compatibile con le esigenze di tutela di alcune specie ittiche ove necessaria o con una eventuale regolamentazione della pesca in determinate aree a differenza di sistemi di pesca a maggiore impatto e minor selettività come ad esempio il palamito o le reti da posta. 
Questo concetto: "La pesca subacquea è l'attività più selettiva tra i diversi tipi di RF -Soliva, 2006” è espresso al paragrafo 2.2.2 pag. 8 di uno studio della FAO. La caratteristica di alcune specie come la cernia o le corvine che adottano come strategia difensiva il rifugio in tana negli agglomerati rocciosi le espone in modo maggiore a questa tecnica di pesca, inducendone un allontanamento dalle zone più vicine alla superficie. L'allontanamento e la riduzione di queste specie non è, però, imputabile alla sola pesca in apnea ma alla pressione complessiva di tutta la pesca sia amatoriale che professionale. Una recente pubblicazione dimostra che queste specie si riducono anche in zone dove questa è proibita. 
Lo stesso studio rileva nelle zone a riserva parziale, dove sono consentiti diversi tipi di pesca professionale e ricreativa di superficie ad eccezione della pesca in apnea, una equivalenza in termini di quantità e taglia di specie bersaglio come il sarago maggiore, il sarago pizzuto, la cernia bruna e le corvine rispetto alle zone esterne non protette. Altri lavori rilevano un aumento sia di quantità che di taglia delle specie presenti ma esclusivamente nelle zone a riserva totale. 
Diversamente dalla pesca in apnea amatoriale, le gare di pesca possono comportare un maggiore impatto sulla popolazione dei tratti interessati. È probabile che la concentrazione di atleti di alto livello, la frequenza delle competizioni in determinati tratti di costa comporti una riduzione sensibile di numero e taglia della cernia. In Italia, da qualche anno, la FIPSAS ha abolito la cernia dalle competizioni agonistiche. La riduzione della presenza di questo serranide nel Mediterraneo è comunque generale, per questo alcuni paesi (Francia) ne hanno vietato la pesca sia con la lenza che subacquea.

## Tecniche

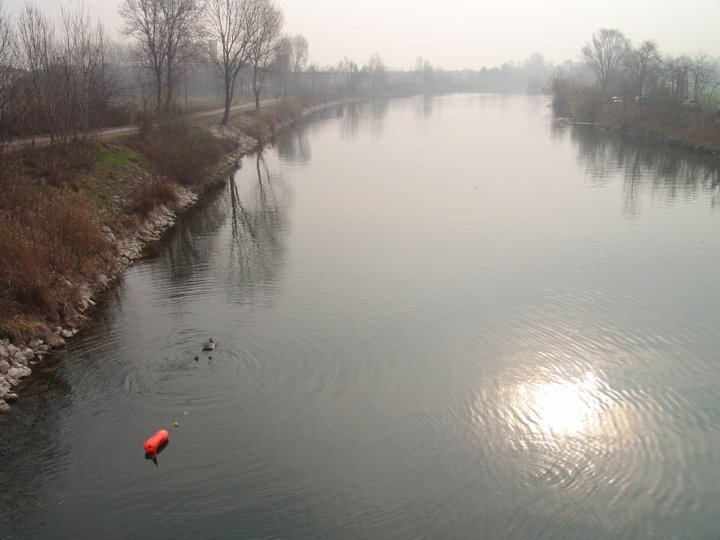
Pesca in caduta del siluro

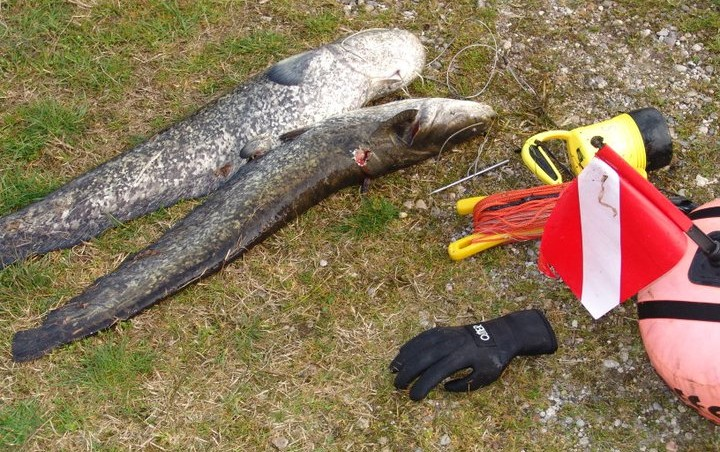
Del siluro

Nella pesca in apnea esistono diverse tecniche, ciascuna adatta a diverse situazioni di pesca e per catturare diversi tipi di prede. Un bravo pescatore apneista è in grado di decidere quale tecnica attuare in funzione delle condizioni ambientali e dei propri obiettivi. Le tecniche di base sono quattro:
- Pesca all'agguato
- Pesca all'aspetto
- Pesca in tana
- Pesca in caduta[20]

Viene invece definita pesca al razzolo la combinazione di diverse tecniche di pesca usata dai pescapneisti laddove le condizioni lo permettono. Questa particolare tecnica si basa molto sulle capacità del pescatore di padroneggiare le tecniche fondamentali e del suo istinto di saper applicare alle condizioni ambientali le giuste modalità di pesca.

## Fisiologia
La pesca in apnea è un'attività sportiva molto complessa e difficile. Per questo il pescatore deve conoscere la fisiologia dell'immersione in apnea finalizzata alla pesca per evitare di incorrere in incidenti.
L'immersione in apnea provoca profonde modificazioni della normale fisiologia umana; in particolare già al semplice contatto del viso con l'acqua si instaurano modificazioni a carico dell'apparato cardiocircolatorio, il fenomeno, comune nell'uomo e nei mammiferi marini e noto come Diving Reflex o Riflesso d'immersione, consegue alla stimolazione dei recettori del nervo trigemino presenti nell'area frontale, periorbitaria e zigomatica.
Gli adattamenti cardiocircolatori conseguenti al Diving Reflex sono caratterizzati da:
- Vasocostrizione periferica;
- Aumento della pressione arteriosa;
- Bradicardia (diminuzione della frequenza cardiaca);
- Aumento della portata cardiaca;
- Splenocontrazione (spremitura della milza).

Tali modificazioni, temporanee e completamente reversibili alla sospensione dell'attività subacquea in apnea, hanno la finalità di favorire l'ossigenazione dei cosiddetti organi nobili (cuore, cervello, fegato e reni) per non esporli a danni da ipossia – anossia.
Altro adattamento dell'organismo alle modificate condizioni ambientali è il Blood Shift o Emostorno, fenomeno questo che porta ad un maggiore afflusso di sangue nel circolo polmonare per evitare lo schiacciamento toracico da parte dell'aumentata pressione ambientale, infatti il sangue è un liquido e come tale incomprimibile proprietà che annulla l'effetto della pressione sulle strutture anatomiche toraciche.
Nella terminologia subacquea, quando si parla di apnea, si vuole indicare una interruzione volontaria della respirazione, la cui durata è strettamente dipendente dalle pressioni parziali di ossigeno (O2) e di anidride carbonica (CO2) nel sangue, nel senso che la stimolazione chimica dei centri respiratori (conseguente all'aumento del livello ematico della CO2) porterà all'interruzione dell'apnea (break point). Certamente, vi sono delle variabili individuali che influenzano la durata dell'apnea: capacità polmonare, consumo di O2, produzione di CO2, consumo metabolico generale e adattamento ambientale. E comunque evidente che i tempi di permanenza sono sempre limitati dalla comparsa del break point dell'apnea.
La durata dell'apnea si divide in due fasi:
- "Easy-going phase", detta anche fase del benessere, interrotta dal break-point cosiddetto "fisiologico", che consegue a fattori fisiologici, come la pressione parziale della Anidride Carbonica (CO2) alveolare, che in questa fase ha un valore di circa 46 millimetri di mercurio (mmHg);
- "Struggle phase", detta fase della sofferenza, in cui s'innescano tutti quei meccanismi (dispnea da fame d'aria, contrazioni diaframmatiche) che porteranno al break-point "convenzionale" dell'apnea. Si tratta di una fase strettamente condizionata dalle variabili individuali precedentemente elencate.

«Chi iperventila bara con se stesso.»
(Jacques Mayol)
Una delle metodiche più usate per cercare di prolungare i tempi di apnea è l'iperventilazione, con questa tecnica il subacqueo effettua un vero e proprio lavaggio polmonare ed ematico abbassando notevolmente la percentuale di CO2 del sangue; si ritiene erroneamente che l'iperventilazione consista in una serie di atti respiratori eseguiti velocemente per qualche minuto, in realtà anche le cosiddette tecniche di respirazione lente e prolungate provocano il medesimo effetto: abbassano i livelli di CO2 nei polmoni e nel sangue ritardando nel tempo la comparsa del break point dell'apnea esponendo il subacqueo al rischio di sincope.
Il punto di rottura dell'apnea è caratterizzato dalla comparsa delle contrazioni diaframmatiche, campanello d'allarme che indica che i centri respiratori cerebrali sono in sofferenza con possibilità di una stimolazione dei centri nervosi vicini tra cui il nucleo del nervo vago, stimolazione che può abbassare talmente la frequenza cardiaca tanto da non rifornire adeguatamente di sangue le strutture cerebrali esponendo il subacqueo al rischio di una sincope.
Ogni sforzo sul fondo va ad intaccare le energie del pescatore e bisogna avere la consapevolezza che con l'aumentare della profondità aumenta anche l'apparente senso di benessere dovuto alla elevata pressione parziale dell'ossigeno. 
Tale stato è però illusorio e può indurre a prolungare pericolosamente l'apnea; se l'apnea viene prolungata oltre il limite fisiologico (Break Point dell'apnea) si avrà un aumento notevole della percentuale dell'Anidride Carbonica nei tessuti e nel sangue con stimolazione dei centri respiratori; in pratica si creano delle onde nervose eccitatorie di tipo concentrico (come i cerchi nell'acqua) che si propagano dai centri respiratori ai centri vicini, sarà stimolato prima il nucleo del nervo glossofaringeo (stimolo alla deglutizione), subito dopo il nucleo del nervo Frenico (contrazioni diaframmatiche) ed infine il nucleo del nervo vago (diminuzione della frequenza cardiaca) con il rischio di una sincope.

## Incidenti e mortalità
La pratica della pesca in apnea espone i praticanti ad alcuni rischi strettamente legati alle modificazioni ambientali e all'ambiente con cui il subacqueo si confronta. In particolare è importante sottolineare come l'immersione in apnea, se portata oltre i limiti fisiologici, possa provocare dei quadri patologici estremamente gravi e tali da mettere a serio rischio la vita del pescatore subacqueo. La sincope (più propriamente blackout) è certamente il maggiore pericolo a cui è esposto un pescatore in apnea nel corso della sua attività in conseguenza delle modificazioni fisiologiche che l'organismo subisce con l'immersione ed in ossequio delle leggi fisiche dei gas.
Gli incidenti più importanti in cui può incorrere un pescatore subacqueo sono:
- Sincope;
- Taravana;
- Barotrauma Polmonare;
- Otobarotraumi.

### Sincope
Si tratta di un quadro clinico di estrema gravità che consegue ad un temporaneo blocco della circolazione sanguigna nei territori cerebrali per deficit "da rifornimento", dovuto ad una caduta importante della frequenza cardiaca (in conseguenza della stimolazione del Nervo Vago) tale da non garantire un adeguato rifornimento di sangue ossigenato nel tessuto nervoso caratterizzata dal seguente quadro clinico:
- Perdita di coscienza;
- Arresto respiratorio;
- Arresto cardiaco;
- Inondazione Polmonare;
- Morte

Non si ritiene più valida la definizione di Sincope ipercapnica in quanto l'aumento della CO2, oltre ad essere inevitabile, fa parte delle manifestazioni conseguenziali nella evoluzione del quadro clinico, fermo restando che l'innesco di tutti i fenomeni fisiopatologici che danno origine alla sincope del subacqueo apneista sono la conseguenza dell'aumento delle percentuali di CO2 nei tessuti e nel sangue.

### Taravana
Il termine "Taravana" deriva dall'idioma polinesiano che letteralmente significa "pazzia"; con tale parola i polinesiani sono usi indicare quei pescatori di perle che presentano dei quadri neurologici particolari e caratterizzati da disturbi della parola, della deambulazione, da disturbi convulsivi sino al coma e alla morte. Nell'arco degli ultimi 10 anni l'équipe scientifica del prof. Massimo Malpieri, in collaborazione con la Omersub e la FIPSAS, ha effettuato un'approfondita attività di ricerca scientifica su tale patologia raggiungendo importanti risultati sia in termini clinici che terapeutici.
La casistica clinica del prof. Malpieri è vasta, avendo trattato atleti di fama internazionale, sia italiani che stranieri, come dimostrato dai risultati clinici conseguenti al trattamento dei numerosi casi. Il quadro clinico, caratterizzato da sintomi neurologici anche gravi, è pressoché sovrapponibile alle manifestazioni conseguenti alla Patologia da decompressione (PDD) o addirittura all'Embolia Gassosa Arteriosa (EGA), e nei casi trattati risponde positivamente alla terapia iperbarica.
La metodica di immersione è abbastanza tipica e comune a molti: una serie di atti respiratori lenti e prolungati in superficie, di durata variabile tra i 2 ed i 4 minuti, quindi una discesa rapida, a volte utilizzando uno scooter subacqueo, aspetto sul fondo con tempi compresi tra 50'' e 1'30'', quindi risalita più o meno veloce verso la superficie. Alternativa allo scooter è la pesca "a paperino", praticata facendosi trainare da un natante (barca o gommone).
È ormai un dato di fatto che dopo un certo numero di ore (indicativamente 4/6), molti apneisti possono presentare dei quadri patologici molto gravi, con sintomatologia analoga alla PDD: emiparesi, paresi, disturbi della visione, dislalia sino all'afasia, danni neurologici permanenti anche molto gravi, al punto da rendere definitivamente invalido il soggetto, e in alcuni casi di provocarne addirittura la morte. Il quadro clinico definito “Taravana” era già conosciuto nel 1947, epoca in cui si hanno le prime documentazioni su disturbi neurologici, talora mortali, che colpivano i pescatori di perle delle isole Tuamotu in Polinesia, che effettuavano da 40 a 60 immersioni al giorno ad una profondità variabile tra i 30 e i 42 metri. Questi effettuavano la discesa con un peso vincolato ai piedi e risalivano arrampicandosi su una fune a cui, da un lato, era ancorato il cesto per la raccolta delle perle che veniva recuperato a forza di braccia dal barcaiolo in superficie. La discesa durava tra 30 e 0 secondi, con un tempo totale d'immersione intorno ai 100 secondi (1'40''), e un intervallo di superficie tra una immersione e l'altra di 4-6 minuti. Molti di questi pescatori di perle hanno presentato un grave quadro clinico, che nella loro lingua è chiamato appunto Taravana, caratterizzato da disturbi comportamentali associati con uno scadimento delle condizioni generali.
Come detto, i sintomi del Taravana sono sovrapponibili a quelli della Malattia da Decompressione: immediatamente dopo l'emersione i sub possono sviluppare un quadro caratterizzato da emiparesi sino alla paralisi, disturbi della visione, perdita dell'udito, vertigini e in alcuni casi morte. La maggior parte dei sopravvissuti ha presentato danni permanenti sia a livello cerebrale che del midollo spinale. Pur se il Taravana è certamente una forma di PDD, nella classe medica del settore vi è ancora un estremo scetticismo – del tutto ingiustificato –, che ha portato a ipotizzare altre cause come l'ipossia. In realtà, dagli studi condotti negli ultimi dieci anni dall'équipe scientifica del prof. Malpieri e dall'elevato numero di pazienti trattati si può affermare con certezza che i quadri neurologici sono attribuibili alla formazione e alla liberazione di bolle gassose di N2, accumulatosi nel corso delle ripetute apnee senza adeguati tempi di recupero in superficie e liberato poi tumultuosamente nel corso di risalite rapide. È inoltre evidente come anche con l'immersione in apnea si possa andare incontro a fenomeni di Barotrauma Polmonare con possibilità di comparsa di Embolia Gassosa Cerebrale, quale conseguenza delle condizioni emodinamiche polmonari (blood shift) e della legge di Boyle.
Ma analizziamo con maggior dettaglio cosa succede durante un'attività di pesca in apnea protratta per più ore con intervalli di superficie tra un'apnea e l'altra.
Innanzitutto è necessario ricordare come nel nostro organismo ci sia una continua formazione di micronuclei gassosi o micro bolle, anche in condizioni “non subacquee”; queste micro bolle hanno una durata di vita estremamente breve, alcuni millisecondi, se le condizioni dell'ambiente in cui si generano non siano favorevoli a renderle “stabili” e quindi non distruttibili. I micronuclei gassosi si formano a livello delle articolazioni per l'attrito meccanico tra le superfici articolari, nascono dai movimenti muscolari e nei vasi sanguigni si formano in seguito ad aumenti e rallentamenti della velocità del sangue (ad esempio durante il passaggio nelle valvole cardiache). Una microbolla per diventare “lesiva” deve trovare particolari condizioni nell'ambiente in cui si origina, ad esempio una tensione parziale di azoto elevata nei tessuti e nel sangue può consentire l'ingresso di questo gas all'interno della bolla e stabilizzarla ostacolando la sua distruzione; nella fase di risalita poi la bolla tenderà ad aumentare sempre più il suo volume (legge di Boyle) andando ad ostruire un vaso sanguigno (in genere nell'emisfero cerebrale sinistro) e dando luogo alla comparsa di sintomi neurologici anche gravi, responsabili del Taravana.
Vi sono altre situazioni che concorrono a far sì che le microbolle diventino lesive; prima di tutto la metodica di pesca con apnee lunghe ed intervalli di superficie più corti o pari ai tempi di apnea. Tale comportamento provoca un accumulo di azoto nei tessuti e un lentissimo rilascio, cosicché ad ogni tuffo il sub accumula gas inerte sino a quando, dopo un certo numero di ore (in genere 4/6) la pressione parziale dell'inerte sarà talmente elevata da configurare una situazione di sovrasaturazione critica del tutto simile a quella che si verifica con una immersione con le bombole fuori curva di sicurezza; sarà a questo punto che le microbolle inizieranno a saturarsi di azoto diventando potenzialmente lesive.
Altro fattore da non trascurare è la velocità di risalita, sempre elevata, che provoca un rapido aumento delle dimensioni dei micronuclei rendendo più difficile la loro eliminazione attraverso il filtro polmonare a causa e del ridotto territorio di scambio alveolare (è opportuno ricordare che il blood shift permane anche dopo la fine dell'immersione) e delle dimensioni eccessive delle micro bolle.
Vi è anche un'altra causa che entra in gioco nello sviluppo del Taravana: il Barotrauma Polmonare, che spesso si rende responsabile della comparsa di una Embolia gassosa Cerebrale. La dinamica dell'evento è estremamente semplice ed è, tra l'altro, molto frequente negli apneisti puri: in pratica durante la risalita, che può raggiungere anche la velocità di 150 metri al minuto, il blood shift non ha il tempo di tornare alle condizioni iniziali sia perché la portata cardiaca (output cardiaco) non può variare oltre un certo limite, sia perché la rapidissima risalita non lascia il tempo al sistema cardiorespiratorio di tornare alle condizioni iniziali. Ne consegue una pseudo-ipertensione polmonare da sbarramento per ristagno di sangue, contemporaneamente l'aria che in discesa è stata compressa non trova lo spazio per riespandersi, a meno che non esca passivamente all'esterno attraverso la glottide (se aperta); in caso di glottide chiusa la riespansione dei gas produrrà inizialmente rottura dei setti alveolari e delle pareti con danni locali (barotrauma) e, nelle forme più importanti, seguiranno danni generali (Embolia gassosa arteriosa), per entrata di bolle gassose nella circolazione arteriosa cerebrale. In dettaglio, durante la discesa l'aria di riserva contenuta negli alveoli viene compressa per effetto della legge di Boyle, consentendo quindi ai vasi polmonari di ricevere un maggior quantitativo di sangue mediante un aumento del calibro vasale; il contemporaneo aumento della pressione arteriosa unitamente al rallentamento della frequenza cardiaca, per effetto del Diving Reflex, provocano uno “sbarramento” al ritorno del sangue verso l'atrio sinistro che porterà ad un ulteriore incremento dei diametri vasali (ipertensione a “barrage”). Nel corso della risalita, che avviene sempre a velocità molto elevata (sino a 150 m/min), l'aria alveolare compressa per effetto della pressione inizia a espandersi di nuovo senza però avere la possibilità di entrare nel circolo a causa dell'elevata pressione di sbarramento che vige nei capillari alveolari e per la diminuita superficie di scambio alveolo-capillare; questi volumi gassosi tenderanno allora a dirigersi verso le prime vie aeree per fuoriuscire all'esterno, unica valvola di sovrapressione disponibile; se in questa fase l'apneista mantiene la glottide aperta (senza espirare) l'aria in eccesso fuoriesce spontaneamente all'esterno, al contrario se la glottide rimane chiusa si ha inevitabilmente rottura delle pareti alveolari con possibilità, di embolizzazione arteriosa cerebrale; poiché i polmoni non sono molto elastici (meno del 10%) l'aumento di volume dei gas respiratori provocherà quasi costantemente la rotture delle pareti alveolari con possibile immissione di bolle gassose nel circolo arterioso, bolle che si andranno a localizzare principalmente nel cuore e nei tessuti cerebrali dando luogo ad Embolia Gassosa Traumatica (EGT).

## Normativa italiana
La pesca subacquea sportiva o ricreativa in apnea è regolamentata dalla legge 14 luglio 1965 nº 963 e dal D. P. R. 2 ottobre 1968 nº 1639. A queste norme si aggiungono i regolamenti delle aree protette o i provvedimenti delle Capitanerie di Porto, che possono imporre locali limitazioni. In sintesi, la norma nazionale pone comunque le seguenti limitazioni:
Art. 128 bis: La pesca subacquea sportiva è consentita soltanto in apnea senza l'uso di apparecchi ausiliari di respirazione. Di questi ultimi è consentita l'utilizzazione solo per finalità diverse dalla pesca. Il pescatore sportivo subacqueo non può raccogliere coralli o molluschi.
Art. 129: L'esercizio della pesca subacquea è vietato:
a) a distanza inferiore a 500 metri dalle spiagge frequentate da bagnanti;
b) a distanza inferiore a 100 metri dagli impianti fissi da pesca e alle reti da posta;
c) a distanza inferiore a 100 metri dalle navi ancorate fuori dai porti;
d) in zone di mare di regolare transito di navi per l'uscita e l'entrata nei porti ed ancoraggi, determinate dal capo del compartimento marittimo;
e) dal tramonto al sorgere del sole.
Art. 130: Il subacqueo in immersione ha l'obbligo di segnalarsi con un galleggiante recante una bandiera rossa con striscia diagonale bianca, visibile ad una distanza non inferiore a 300 metri; se il subacqueo è accompagnato da mezzo nautico di appoggio, la bandiera deve essere issata sul mezzo nautico. Il subacqueo deve operare entro un raggio di 50 metri dalla verticale del mezzo nautico di appoggio o del galleggiante portante la bandiera di segnalazione. I mezzi nautici hanno l'obbligo di transitare ad almeno 100 metri da quest'ultima.
La norma persegue evidentemente il fine di tutelare i bagnanti dal tiro di pescatori (eventualità in realtà molto remota) e i pescatori stessi dall'investimento di natanti in zone particolarmente trafficate. Su questo aspetto tuttavia va osservato che la disposizione che richiede il mantenimento di una distanza di 500 m dalle spiagge frequentate dai bagnanti, se per un verso ricerca un'ampia tutela per il bagnante, per altro verso espone il pescatore subacqueo al possibile investimento di mezzi che procedono veloci a debita distanza dalla costa.
Art. 142: Limitazioni alla cattura di pesci: Il pescatore sportivo non può catturare giornalmente pesci, molluschi e crostacei in quantità superiore a 5 kg complessivi salvo il caso di pesce singolo di peso superiore. Non può essere catturato giornalmente più di un esemplare di cernia a qualunque specie appartenga (così sostituito dall'art. 14, D. P. R 18 marzo 1983 n. 219).
La norma stabilisce inoltre misure minime di taglia per le specie ittiche di maggior interesse venatorio e commerciale (le stesse vigenti per la pesca professionale) e sancisce il divieto di raccolta di molluschi non cefalopodi e di crostacei.
Il raccolto della pesca (in gergo "carniere") non può quindi essere oggetto di commercializzazione.
Completamente diversa è la normativa relativa alla pesca professionale in apnea, regolamentata dal Decreto Ministeriale 20 ottobre 1986, praticata non per fini sportivi ma quale lavoro professionale. La pesca subacquea professionale è consentita esclusivamente a coloro che sono in possesso della specializzazione di pescatore subacqueo e può esercitarsi soltanto in apnea, senza l'uso di apparecchi ausiliari di respirazione. Di questi ultimi è consentita l'utilizzazione solo per finalità diverse dalla pesca o per la raccolta di corallo e molluschi. La pesca con uso di apparecchi ausiliari di respirazione (bombole) è quindi sempre vietata, anche ai pescatori professionali. La norma infatti stabilisce all'Art. 9: "La pesca subacquea professionale, con uso di apparecchi ausiliari di respirazione, può essere esercitata utilizzando soltanto i coltelli, i retini ed i rastrelli normali." Pertanto l'impiego di bombole è consentito unicamente per la raccolta, non per la caccia.
In altri termini, chi effettua pesca subacquea con bombole, fucili o anche solamente fiocine si macchia di bracconaggio ed è perseguibile a norma di legge.

## Agonismo
La pesca subacquea in apnea è divenuta una disciplina sportiva nel 1949. All'interno della Federazione Italiana Pesca Sportiva e Attività Subacquee rappresenta l'attività più anziana e collaudata del settore. Sotto l'egida della FIPSAS annualmente si svolgono in Italia le gare di pesca in apnea, sia in mare che in acqua dolce.
Ci sono due principali tipologie di gare: individuali e a squadre. La prima tipologia consiste in prove di qualificazione che culminano con il campionato italiano assoluto, mentre la seconda comprende diverse tipologie di gara tra cui il campionato italiano per società.
Generalmente le gare di qualificazione individuale vengono organizzate dalle società affiliate alla federazione (previa autorizzazione), mentre le semifinali e la finale del campionato italiano vengono organizzate dalla Federazione stessa con la collaborazione logistica di alcune associazioni del settore.
A livello individuale le competizioni sono strutturate come segue:
- Prove di qualificazione regionale (per ogni regione o gruppo di regioni vengono organizzate una o più competizioni al termine delle quali vengono selezionati un numero stabilito di atleti che accedono alla semifinale di appartenenza).
- Semifinale (ci sono due semifinali Nord e Sud che suddividono il territorio nazionale in due parti; partecipano a queste due competizioni gli atleti che hanno guadagnato la qualificazione alle prove di selezione regionale e gli atleti che sono retrocessi l'anno precedente dalla finale nazionale. Al termine delle semifinali vengono selezionati un numero di circa 10 atleti per ognuna che guadagnano l'accesso alla finale dove si confronteranno con gli atleti che l'anno precedente hanno raggiunto le prime 10 posizioni guadagnando la possibilità di disputare ancora la finale)
- Finale (la finale è la massima competizione a cui un atleta può aspirare e viene disputata ogni anno. In questa competizione si confrontano gli atleti che hanno guadagnato l'anno precedente la permanenza raggiungendo le prime 10 posizioni e gli atleti che si sono qualificati dalle due semifinali).

Le gare a squadre comprendono le seguenti formule di gara:
- campionato italiano per società (la formula di questa competizione prevede tre concorrenti per squadra, muniti di un proprio mezzo nautico, di cui due in acqua ed il terzo con la funzione di assistente a bordo dell'imbarcazione).
- campionato italiano a coppie (in questa formula i due compagni di squadra sono obbligati a pescare con un solo fucile applicando in questa maniera un'assistenza indotta durante tutto lo svolgimento della competizione).

Da questa ultima tipologia di gara è nata una nuova formula in cui si applica un regolamento ecologico, basato su una proposta ideata dal campione Massimo Scarpati nel 1977.
Con questa particolare formula di gara ci si propone di coniugare l'esercizio della pesca in apnea con l'esigenza di un rapporto più equilibrato tra il pescatore subacqueo agonista e il patrimonio ittico costiero.
La FIPSAS negli ultimi anni ha radicalmente cambiato i regolamenti delle competizioni di pesca in apnea, cercando di adattare questa particolare disciplina sportiva alle mutate esigenze sociali, culturali ed ambientali. Tra le modifiche più importanti troviamo le limitazioni nella cattura di alcune prede, l'abolizione della cattura della cernia, il divieto di effettuare spostamenti con l'imbarcazione, la riduzione dei tempi per la preparazione e l'introduzione di particolari bonus finalizzati alla qualità delle prede piuttosto che alla quantità.
Inoltre, tutti i partecipanti al circuito delle gare federali hanno l'obbligo di ottenere il brevetto di pesca in apnea che prevede dei corsi specifici mirati ad accrescere la sicurezza, la conoscenza dell'ambiente marino e le regole fondamentali che caratterizzano l'etica del pescatore in apnea.